# Улюнхан
Улюнха́н — улус в Курумканском районе Бурятии. Административный центр сельского поселения «Улюнхан эвенкийское».

## География
Расположен на правом берегу реки Улганы, в 4 км к северу от места её впадения в Баргузин, в 82 км к северо-востоку от районного центра — села Курумкан. В 2,5 км к югу от улуса находится съезд с Баргузинского тракта.

## Население
| 2002 | 2010 |
| ---- | ---- |
| 631  | ↗678 |

## Известные уроженцы, жители
В Улюнхане родилась общественный деятель Будаева, Эржена Хышиктуевна, детские годы провела бурятская певица, народная артистка Республики Бурятия (2010) Аюшеева, Цыпилма Очировна.

## Инфраструктура
Средняя общеобразовательная школа, детский сад, дом культуры, почтовое отделение, фельдшерско-акушерский пункт, 2 магазина, спортивная площадка, курорты, места отдыха, лесозаготовки.